# D-艾杜糖醇2-脱氢酶
D-艾杜糖醇2-脱氢酶（EC 1.1.1.15（页面存档备份，存于））是一种以NAD+或NADP+为受体、作用于供体CH-OH基团上的氧化还原酶，化学式为：C1336H2090O398N340S11。这种酶能催化以下酶促反应：
D-艾杜糖醇 + NAD+ {\displaystyle \rightleftharpoons } D-山梨糖醇 + NADH + H+
D-艾杜糖醇2-脱氢酶主要参与戊糖和葡萄糖醛酸之间的转化过程以及果糖和甘露糖之间的转化过程。这种酶还能将木糖醇转化为L-木酮糖、将L-葡萄糖醇转化为L-果糖。